# Force India VJM02
Chronologie des modèles (2009)
Force India VJM01 Force India VJM03
La Force India VJM02 est la monoplace de Formule 1 engagée par l'équipe Force India F1 Team au championnat du monde de Formule 1 2009.
Elle a effectué ses premiers roulages le jeudi 26 février 2009 et a été officiellement présentée le dimanche 1er mars 2009, à Jerez en Espagne.
Cette monoplace tient compte des modifications de règlements introduites en 2009 et présente un aileron avant élargi, un aileron arrière rétréci et relevé et des pneus slicks. Ses pilotes sont l'Allemand Adrian Sutil et l'Italien Giancarlo Fisichella. Elle a effectué son premier roulage le jeudi 26 février 2009.

## Résultats en championnat du monde de Formule 1
| Saison | Écurie              | Moteur                | Pneus       | Pilotes              | Courses | Courses | Courses | Courses | Courses | Courses | Courses | Courses | Courses | Courses | Courses | Courses | Courses | Courses | Courses | Courses | Courses | Points inscrits | Classement |
| Saison | Écurie              | Moteur                | Pneus       | Pilotes              | 1       | 2       | 3       | 4       | 5       | 6       | 7       | 8       | 9       | 10      | 11      | 12      | 13      | 14      | 15      | 16      | 17      | Points inscrits | Classement |
| ------ | ------------------- | --------------------- | ----------- | -------------------- | ------- | ------- | ------- | ------- | ------- | ------- | ------- | ------- | ------- | ------- | ------- | ------- | ------- | ------- | ------- | ------- | ------- | --------------- | ---------- |
| 2009   | Force India F1 Team | Mercedes-Benz FO 108W | Bridgestone |                      | AUS     | MAL     | CHI     | BAH     | ESP     | MON     | TUR     | GBR     | ALL     | HON     | EUR     | BEL     | ITA     | SIN     | JAP     | BRÉ     | ABU     | 13              | 9e         |
| 2009   | Force India F1 Team | Mercedes-Benz FO 108W | Bridgestone | Adrian Sutil         | 9e      | 17e     | 17e*    | 16e     | Abd     | 14e     | 17e     | 17e     | 15e     | Abd     | 10e     | 11e     | 4e      | Abd     | 13e     | Abd     | 17e     | 13              | 9e         |
| 2009   | Force India F1 Team | Mercedes-Benz FO 108W | Bridgestone | Giancarlo Fisichella | 11e     | 18e     | 14e     | 15e     | 14e     | 9e      | Abd     | 10e     | 11e     | 14e     | 12e     | 2e      |         |         |         |         |         | 13              | 9e         |
| 2009   | Force India F1 Team | Mercedes-Benz FO 108W | Bridgestone | Vitantonio Liuzzi    |         |         |         |         |         |         |         |         |         |         |         |         | Abd     | 14e     | 14e     | 11e     | 15e     | 13              | 9e         |

Légende : ici 
- * : le pilote n'a pas fini la course mais est classé pour avoir fait plus de 90 % de la course